# Future Sound of Egypt
Future Sound of Egypt ist eine Veranstaltungsreihe und Radioshow des ägyptischen Uplifting-Trance-Duos Aly & Fila. Die Radiosendung wird jeden Mittwoch auf dem Internetradiosender Digitally Imported (DI.FM) weltweit ausgestrahlt.

## Geschichte
Am 28. Februar 2006 erfolgte die erste Ausstrahlung der Radioshow Future Sound of Egypt, die jeden Mittwoch von 22:00 bis 00:00 Uhr Mitteleuropäischer Zeit auf dem Internetradiosender Digitally Imported (DI.FM) sowie über 50 weiteren Stationen empfangen werden kann und Zugang bei über 4 Millionen Zuhörern findet. Während dieser Zeit präsentieren Aly & Fila neue und teilweise noch unbekannte Musikstücke sowohl aus dem hauseigenen Label FSOE Recordings mit den Sub-Labels FSOE Excelsior, FSOE Clandestine und FSOE Fables als auch aus Fremdlabels.

## Veranstaltungen

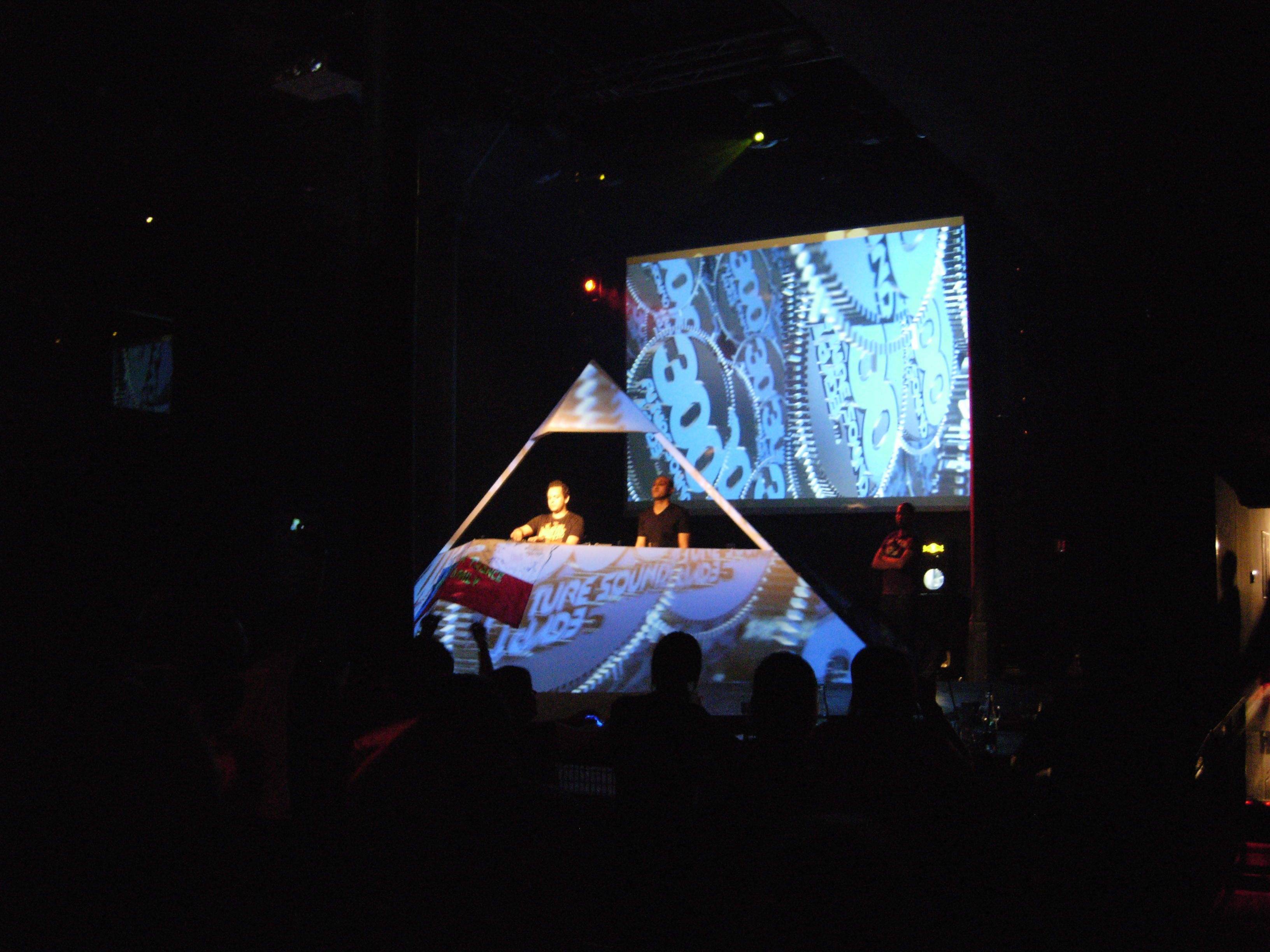
FSOE 300 in Prag

Unter Future Sound of Egypt sind Aly & Fila auch als Organisator von Musikveranstaltungen weltweit aktiv.

### Episodenmeilensteine
Beginnend mit Episode 200 werden die jeweiligen Jubiläums-Folgen besonders hervorgehoben und mit Eventveranstaltungen an den unterschiedlichsten Orten zelebriert, darunter auch historisch, als Aly & Fila am 11. September 2015 als erste DJs der Welt vor den Pyramiden in Gizeh aufgetreten sind oder auch bemerkenswert, wie der FSOE 350 bei dem Kloster Leubus in Polen, wo das weltweit größte kostenlose Trance-Event des Jahres stattgefunden hat. Für jede Veranstaltungsreihe wird eine spezifische Hymne vorbereitet und unter FSOE Recordings veröffentlicht.

#### FSOE 200
| Datum      | Hymne                 | Orte                               | DJs |
| ---------- | --------------------- | ---------------------------------- | --- |
| 02.09.2011 | 200 (FSOE 200 Anthem) | Echo Tempel in Scharm asch-Schaich | Aly & Fila, Bjorn Akesson, John O’Callaghan, Jwaydan, Mohamed Ragab, Philippe El Sisi, Roger Shah und Sied van Riel |

#### FSOE 250
| Datum      | Hymne                        | Orte                               | DJs                                                                                           |
| ---------- | ---------------------------- | ---------------------------------- | --------------------------------------------------------------------------------------------- |
| 20.08.2012 | Sand Theme (FSOE 250 Anthem) | Space Sharm in Scharm asch-Schaich | Aly & Fila, Bjorn Akesson, Brave, Ferry Corsten, Jwaydan, Mohamed Ragab, Shogun und Sean Tyas |

#### FSOE 300
| Datum      | Hymne                         | Orte                               | DJs |
| ---------- | ----------------------------- | ---------------------------------- | --- |
| 08.08.2013 | The Journey (FSOE 300 Anthem) | Space Sharm in Scharm asch-Schaich | A & Z, Alexandre Bergheau, Aly & Fila, Arctic Moon, Hazem Beltagu, Markus Schulz, Mohamed Ragab und Ruben de Ronde                                                                           |
| 10.08.2013 | The Journey (FSOE 300 Anthem) | Mexiko-Stadt                       | Aly & Fila, Bjorn Akesson, John O’Callaghan, Jorge Nava, Neptune Project, Roger Shah, Sied van Riel, Shogun und Roger Shah                                                                   |
| 18.08.2013 | The Journey (FSOE 300 Anthem) | Buenos Aires                       | Aly & Fila, Fady & Mina, Neptune Project, Photographer, Shogun, Sied van Riel und Soul & Senses                                                                                              |
| 16.08.2013 | The Journey (FSOE 300 Anthem) | Amsterdam                          | Ahmed Romel, Aly & Fila, Bjorn Akesson, Fady & Mina, John O’Callaghan, Matt Bukovski, Mohamed Ragab, RAM, Roger Shah, Ruben de Ronde, Sied van Riel, Simon O’Shine, Sneijder und Tommy Nesse |
| 30.08.2013 | The Journey (FSOE 300 Anthem) | Prag                               | Aly & Fila, Arctic Moon, Bryan Kearney, Fady & Mina, Mohamed Ragab, Sied van Riel und Thomas Coastline                                                                                       |

#### FSOE 350
| Datum      | Hymne                       | Orte                               | DJs |
| ---------- | --------------------------- | ---------------------------------- | --- |
| 31.07.2014 | A New Age (FSOE 400 Anthem) | Space Sharm in Scharm asch-Schaich | Aly & Fila, Dash Berlin, Fady & Mina, Jordan Suckley, Mohamed Ragab, RAM und Ruben de Ronde |
| 05.08.2014 | A New Age (FSOE 400 Anthem) | San Salvador                       | Aly & Fila, Arctic Moon, Bjorn Akesson, Emma Hewitt, Hazem Beltagui, John O’Callaghan, Roger Shah, Sied van Riel, Solarstone und Sneijder |
| 06.08.2014 | A New Age (FSOE 400 Anthem) | Medellin                           | Aly & Fila, Alex M.O.R.P.H., Eddy Karmona, Emma Hewitt, Giuseppe Ottaviani, Hazem Beltagui, Interactive Noise, John O’Callaghan, Khomha, Neptune Project, Sied van Riel, Simon Patterson und Tomas Heredia |
| 10.08.2014 | A New Age (FSOE 400 Anthem) | New York                           | Aly & Fila, Andy Moor, Arctic Moon, Bryan Kearney, Eco, John O’Callaghan, Lange, Orjan Nilsen, Max Graham und Solarstone |
| 15.08.2014 | A New Age (FSOE 400 Anthem) | Am Kloster Leubus in Lubiąż        | Aly & Fila, Allen Watts, Arctic Moon, Bjorn Akesson, Bryan Kearney, Fady & Mina, Ferry Tayle, Indecent Noise, John O’Callaghan, Maciej Wowk, Manuel Le Saux, Mark Sherry, Matt Bukovski, Mohamed Ragab, Neptune Project, Roger Shah, Ruben de Ronde, Sied van Riel, Snatt & Vix, UCast, Will Atkinson und Woody van Eyden |
| 18.08.2014 | A New Age (FSOE 400 Anthem) | Buenos Aires                       | Aly & Fila, Ferry Tayle, Mohamed Ragab, PureNRG, SkyPatrol und Soul & Senses |
| 22.08.2014 | A New Age (FSOE 400 Anthem) | London                             | Aly & Fila, Hazem Beltagui, John Askew, Solarstone, Standerwick und Ruben de Ronde |

#### FSOE 400
| Datum      | Hymne                       | Orte                | DJs |
| ---------- | --------------------------- | ------------------- | --- |
| 01.08.2015 | A New Age (FSOE 400 Anthem) | San Jose            | Aly & Fila, Arctic Moon, Bjorn Akesson, John O’Callaghan, Jordan Suckley, Ferry Tayle, Mitka & Niko Zografos, Pure NRG und Sied van Riel             |
| 08.08.2015 | A New Age (FSOE 400 Anthem) | Melbourne           | Aly & Fila, Ahmed Romel, Bjorn Akesson, Fady & Mina, Ferry Tayle, Mohamed Ragab, Photographer und SkyPatrol                                          |
| 14.08.2015 | A New Age (FSOE 400 Anthem) | Danzig              | Aly & Fila, Arisen Flame, Jordan Suckley, Matt Bukovski, Mohamed Ragab, Jonathan Carvajal, Omar Sherif, SkyPatrol, Sean Tyas, Sneijder und Will Rees |
| 16.08.2015 | A New Age (FSOE 400 Anthem) | Buenos Aires        | Aly & Fila, Arctic Moon, Dan Stone, Fady & Mina, Giuseppe Ottaviani, Mohamed Ragab, Ruben De Ronde und Sied van Riel                                 |
| 22.08.2015 | A New Age (FSOE 400 Anthem) | Guatemala           | Aly & Fila, Bjorn Akesson, Bryan Kearney, Hazem Beltagui, James Dymond, RAM und Roger Shah                                                           |
| 23.08.2015 | A New Age (FSOE 400 Anthem) | Mexiko-Stadt        | Aly & Fila, Alpha Force, Bjorn Akesson, Bryan Kearney, Hazem Beltagui, James Dymond, Nathia Kate, RAM und Roger Shah                                 |
| 11.09.2015 | A New Age (FSOE 400 Anthem) | Pyramiden von Gizeh | Aly & Fila, Amir Sharara, A & Z, Chris Jones, Fady & Mina, Karim Youssef, Mohamed Ragab, Omar Sherif und Susana                                      |
| 19.09.2015 | A New Age (FSOE 400 Anthem) | Minsk               | Alex M.O.R.P.H., Aly & Fila, MaRLo, Matt Bukovski, Photographer, Sied van Riel, Standerwick und UCast                                                |

#### FSOE 450
| Datum      | Hymne                      | Orte                        | DJs |
| ---------- | -------------------------- | --------------------------- | --- |
| 03.07.2016 | Kingdoms (FSOE 450 Anthem) | Los Angeles                 | Aly & Fila, Arctic Moon, Dan Stone, Darren Porter, Ferry Tayle, Niko Zografos, Pure NRG und ReOrder |
| 01.10.2016 | Kingdoms (FSOE 450 Anthem) | Manchester                  | A & Z, Alan Morris, Aly & Fila, Amir Hussain, Dan Stone, Darren Porter, Driftmoon, Fady & Mina, Ferry Tayle, Gouryella, James Dymond, Jordan Suckley, Liam Wilson, Mohamed Ragab, Omar Sherif, Pure NRG, ReOrder, Simon O’Shine und Simon Patterson |
| 06.10.2016 | Kingdoms (FSOE 450 Anthem) | Luxor (Pool Party)          | Aly & Fila, Amir Sharara, A & Z, Hady Tarek, Mohamed Ragab, Omar Sherif und Philippe El Sisi |
| 07.10.2016 | Kingdoms (FSOE 450 Anthem) | Luxor bei den Karnak-Tempel | Aly & Fila, Ahmed Romel, Dan Stone, Gouryella, Ferry Tayle, Ruben De Ronde und The Thrillseekers |
| 29.10.2016 | Kingdoms (FSOE 450 Anthem) | Kaohsiung                   | Allen & Envy, Aly & Fila, Bjorn Akesson, Dan Stone, DJ Racy, James Dymond, Pure NRG, RAM, Roger Shah, Sean Tyas und Susana |

#### FSOE 500
| Datum      | Hymne                            | Orte                | DJs |
| ---------- | -------------------------------- | ------------------- | --- |
| 12.08.2017 | The Chronicles (FSOE 500 Anthem) | Zürich              | Aly & Fila, Madwave, M.I.K.E. Push, Stoneface & Terminal und The Thrillseekers                                                                  |
| 15.09.2017 | The Chronicles (FSOE 500 Anthem) | Pyramiden von Gizeh | Aly & Fila, Armin van Buuren, Paul Thomas und Ruben de Ronde                                                                                    |
| 31.12.2017 | The Chronicles (FSOE 500 Anthem) | New York            | Aly & Fila, Dan Stone, Eco, Jerome Isma-Ae, Fady & Mina, Ferry Tayle, James Dymond, M.I.K.E. Push, Monoverse, Paul Thomas, Stoneface & Terminal |
| 03.02.2018 | The Chronicles (FSOE 500 Anthem) | Buenos Aires        | Aly & Fila, Chris Schweizer, Dan Stone, Factor B, Fady & Mina, Ferry Tayle, James Dymond, M.I.K.E Push, Omar Sherif, Paul Thomas, Hydra         |

### FSOE Club Nights
Im Februar 2016 wurde die Marke Future Sound of Egypt um ein Club-Nächte-Prinzip erweitert. Dabei werden weltweit Talente aus der eigenen Agentur und dem Label FSOE Recordings präsentiert.
| Datum      | Ort           | DJs |
| ---------- | ------------- | --- |
| 05.02.2016 | London        | Björn Akesson, Dan Stone, Darren Porter, Jonathan Carvajal und Omar Sherif |
| 24.03.2016 | Melbourne     | Adam Ellis, Darren Porter und Ferry Tayle |
| 26.03.2016 | Adelaide      | Adam Ellis, Darren Porter und Ferry Tayle |
| 27.03.2016 | Marrickville  | Adam Ellis, Darren Porter und Ferry Tayle |
| 17.09.2016 | Buenos Aires  | Darren Porter, Ferry Tayle und ReOrder |
| 04.11.2016 | San Francisco | Dan Stone, Darren Porter, Ferry Tayle und Niko Zografos |
| 27.01.2017 | New York      | Artic Moon, Monoverse und ReOrder |
| 28.01.2017 | Chicago       | Dan Stone, M.I.K.E. Push, ReOrder und The Thrillseekers |
| 14.04.2017 | Amsterdam     | Aly & Fila, Alessandra Roncone, Eximinds, Factor B, Ferry Tayle, James Dymond, Melih Kor, Mohamed Ragab, Monoverse, Robert Nickson, Stoneface & Terminal, Tempo Giusto und The Thrillseekers |
| 28.04.2017 | Jakarta       | Dan Stone, Factor B und Fady & Mina |
| 05.05.2017 | Manchester    | Darren Porter, James Dymond, Mohamed Ragab, ReOrder und The Thrillseekers |
| 09.06.2017 | Turku         | Darren Porter, James Dymond und Tempo Giusto |
| 02.03.2018 | Los Angeles   | Aly & Fila, James Dymond, Paul Thomas |
| 25.03.2018 | Miami         | Aly & Fila, Dan Stone, Factor B, Grum, John 00 Fleming, Monoverse, Paul Thomas, Stan Kolev, Stoneface & Terminal, The Thrillseekers                                                          |
| 31.03.2018 | Amsterdam     | Aly & Fila, Ahmed Romel, Darren Porter, Fady & Mina, Hady Tarek, Menno de Jong, Omar Sherif, Philippe El Sisi, Paul Thomas, Stoneface & Terminal                                             |

### Weitere Events
Am 7. Oktober 2014 organisierte Future Sound of Egypt ein Event im Space Sharm in Scharm asch-Schaich mit Paul van Dyk, Will Atkinson und Omnia, wodurch alle drei DJs ihr Debüt in Ägypten gaben.
Am 2. Juli 2016 organisierte man eine Veranstaltung unter einem nochmals anderen Konzept FSOE Island, nämlich erstmals auf einer Insel. Stattgefunden hat es auf Governors Island im Bundesstaat New York mit Größen wie M.I.K.E. Push, Sean Tyas, Solarstone und The Thrillseekers.
Anfang 2017 wurde bekannt, dass Aly & Fila mit einer eigenen Bühne „Future Sound of Egypt“ am 22. Juli 2017 auf Tomorrowland präsent sein werden, auf einem der weltweit größten Events mit bereits restlos ausverkauften 360.000 Karten. Als DJs sind hier Aly & Fila, M.I.K.E. Push und The Thrillseekers bekannt.
Am 11. März 2017 stellte man eine Bühne auf dem Lucky Festival in Tacoma in den USA. Hier fand die Vertretung durch Aly & Fila, Ferry Tayle, Jordan Suckley, Mark Sherry, Monoverse, Orjan Nilsen, ReOrder und Simon Patterson statt.

## Auszeichnungen

### Wonder of the Year
Im Jahr 2011 beginnen Aly & Fila damit ihren Track des Jahres unter der Rubrik Wonder of the Year im Rahmen ihrer Sendungen vorzustellen. Seit Jahr 2016 stimmen die Zuhörer selbst darüber ab, welches Stück diese Auszeichnung erhält. Nachfolgende Auflistung gibt hierüber Auskunft.
| Jahr | Titel                                                                                                | Episode           |
| ---- | --- | ----------------- |
| 2011 | Aly & Fila feat. Jwaydan – We Control The Sunlight                                                   | #216 (19.12.2011) |
| 2012 | Simon O’Shine – Your Distant World                                                                   | #269 (03.01.2013) |
| 2013 | ReOrder & Ian Standerwick pres. Skypatrol – Folding Your Universe                                    | #321 (30.12.2013) |
| 2014 | Luke Bond feat. Roxanne Emery – On Fire (Aly & Fila Remix)                                           | #372 (29.12.2014) |
| 2015 | Matt Darey feat. Kate Louise Smith – See The Sun (Dan Stone Remix)                                   | #424 (28.12.2015) |
| 2016 | The Thrillseekers pres. Hydra – Amber                                                                | #476 (26.12.2016) |
| 2017 | Aly & Fila with Philippe El Sisi & Omar Sherif feat Karim Youssef - The Chronicles (FSOE 500 Anthem) | #528 (27.12.2017) |

### Radioshow
Seit 2014 befindet sich Future Sound of Egypt an der Spitze bei TrancePodium, eine renommierte Abstimmung unter den Trance-Liebhabern.
- 2014 Best Radioshow/Podcast/Cloudcast (TrancePodium)
- 2015 Best Radioshow/Podcast/Cloudcast (TrancePodium)
- 2016 Best Radioshow/Podcast/Cloudcast (TrancePodium)[64]

## Diskografie
Die Nachstehende genannten Veröffentlichungen unter FSOE Recordings stellen die Hymnen der einzelnen Veranstaltungsreihen von Future Sound of Egypt, beginnend bei Episode 200, dar.
- 2012 Aly & Fila – 200 (FSOE 200 Anthem)
- 2012 Aly & Fila – Sand Theme (FSOE 250 Anthem)
- 2013 Aly & Fila vs. Fady & Mina – The Journey (FSOE 300 Anthem)
- 2014 Aly & Fila meets Roger Shah feat. Sylvia Tosun – Eye 2 Eye (FSOE 350 Anthem)
- 2015 Aly & Fila with Omar Sherif & Jonathan Carvajal – A New Age (FSOE 400 Anthem)
- 2016 Aly & Fila with Ahmed Romel – Kingdoms (FSOE 450 Anthem)
- 2017 Aly & Fila & Philippe El Sisi & Omar Sherif feat. Karim Youssef – The Chronicles (FSOE 500 Anthem)

## Videografie
Im Folgenden werden die Aftermovies zu den Jubiläumsepioden von Future Sound of Egypt aufgeführt, beginnend bei Episode 200.
- 2011 Episode 200: Im Echo Temple in Scharm asch-Schaich
- 2012 Episode 250: Im Space Sharam in Scharm asch-Schaich
- 2013 Episode 300: In Buenos Aires, Mexiko-Stadt, Space Sharam, Amsterdam und Prag
- 2014 Episode 350: In Medellin, Space Sharam, Buenos Aires, New York, San Salvador, London und am Kloster Leubus in Lubiąż
- 2015 Episode 400: In San Jose und bei den Pyramiden von Gizeh in Kairo
- 2016 Episode 450: Bei den Tempeln in Luxor
- 2017 Episode 500: In Zürich und bei Pyramiden von Gizeh in Kairo